# تورندیل (پنسیلوانیا)
تورندیل (به انگلیسی: Thorndale) یک منطقهٔ مسکونی در ایالات متحده آمریکا است که در پنسیلوانیا واقع شده‌است. تورندیل ۳٬۴۰۷ نفر جمعیت دارد.